# Peter Eckardt
Peter Eckardt (* 13. Oktober 1940 in Apolda; † 28. August 2023) war ein deutscher Politiker.

## Leben
Eckardt war vom 20. Dezember 1990 bis 17. Oktober 2002 mit Unterbrechung von 1994 bis 1998 zwei Wahlperioden Mitglied des Deutschen Bundestages. Er wurde 1990 über die Landesliste der Sozialdemokratischen Partei Deutschlands (SPD) in Niedersachsen gewählt und 1998 als direkt gewählter Abgeordneter im Wahlkreis Goslar. Der Wahlkreis Goslar wurde im Jahre 2002 durch die Verkleinerung des Deutschen Bundestages aufgelöst und anderen Wahlkreisen zugeschlagen. Peter Eckardt trat für die Stärkung der angewandten Forschung an deutschen Fachhochschulen und Universitäten ein, hielt Studiengebühren für sozial unangebracht und setzte sich für eine bessere Finanzierung von Wissenschaft und Forschung in Deutschland ein. Später lehrte der ehemalige Bundestagsabgeordnete an der Otto-von-Guericke-Universität Magdeburg Berufspädagogik und Sozialpädagogik. Er publizierte zu didaktisch-methodischen Fragen der Berufsausbildung und zur Berufsbildungspolitik. Er starb 2023.